# Pomník svatého Václava (Vyšehrad)
Pomník svatého Václava je raně barokní jezdecká socha knížete Václava z let 1678–1680, kterou vytvořil sochař Jan Jiří Bendl z žehrovického pískovce. Původně stála na Václavském náměstí, dnes se originál nachází v Lapidáriu Národního muzea a její kopie ve Štulcových sadech na Vyšehradě.
Na vyhotovení sochy uzavřel 16. listopadu 1678 smlouvu s novoměstským magistrátem. Kameník Jan Bureš ji pak umístil na barokní kašnu uprostřed Koňského trhu, dnešního Václavského náměstí, naproti dnešní Jindřišské ulici. Konávaly se u ní mše pod širým nebem, například během morové epidemie v roce 1713, kdy bylo zakázáno shromažďování v kostelech. V roce 1827 byla přemístěna na klasicistní podstavec od architekta Josefa Krannera před dům U Arcivévody Štěpána, na jehož místě dnes stojí Hotel Evropa. 12. června 1848 sloužil u sochy kněz Jan Arnold mši, která byla jako první pražská událost vyobrazena daguerrotypicky. Mše byla počátkem pražského červnového povstání, při kterém zahynuly desítky osob. V souvislosti s touto událostí a sochou bylo náměstí na návrh Karla Havlíčka Borovského přejmenováno na Václavské. V roce 1867 sochu vyfotografoval František Fridrich.
Při úpravách náměstí v roce 1879 byla socha pro nedostatečnou reprezentativnost umístěna do obecního skladiště Na Františku a pak do proboštského parku vyšehradské kapituly. Probošt Mikuláš Karlach ji pak přemístil do Štulcových sadů. V roce 1959 vytvořil sochař Jiří Novák její kopii. Originál se od roku 1990 nachází v Lapidáriu Národního muzea na Výstavišti. Na Václavském náměstí byl v roce 1913 odhalen nový pomník svatého Václava, životní dílo Josefa Václava Myslbeka.